# Sinbad - La leggenda dei sette mari
Sinbad - La leggenda dei sette mari (Sinbad: Legend of the Seven Seas) è un film d'animazione del 2003 diretto da Patrick Gilmore e Tim Johnson, prodotto e distribuito dalla DreamWorks Animation. È stato il quinto film della DreamWorks e l'ultimo ad usare l'animazione tradizionale, anche se nel 2022 la presidente Margie Cohn ha dichiarato che lo studio è aperto a un eventuale ritorno all'animazione tradizionale. Il film narra le avventure di Sinbad il marinaio, personaggio di una leggenda di origine persiana, combinando liberamente molti elementi da Le mille e una notte e dalla mitologia classica mediterranea. 
Distribuito nei cinema statunitensi a partire dal 2 luglio 2003, è arrivato nei cinema italiani il 19 dicembre 2003.

## Trama
Eris, la malvagia dea greca del caos e della discordia, scruta il mondo alla ricerca di una situazione propizia dove intervenire per portare disordine. La sua attenzione viene catturata da un pirata di nome Sinbad, il quale sta attaccando con la sua ciurma la nave del principe di Siracusa, Proteo, per rubare il Libro della Pace, un leggendario artefatto magico che da secoli protegge i popoli della Delegazione delle Dodici Città e che anche Eris vuole rubare, mentre Sinbad lo vuole come riscatto prima di ritirarsi alle Fiji. 
Sinbad è sorpreso di vedere che il libro della pace viene protetto da Proteo di Siracusa. Proteo era il migliore amico di Sinbad da bambino, e gli dice che se la loro amicizia ha mai significato qualcosa per Sinbad, ora può dimostrarlo. Sinbad cerca comunque di rubare il libro, ma il duello tra i due viene interrotto dall'arrivo di Cetus, un mostro marino evocato da Eris che attacca la nave. I due lavorano insieme per combattere Cetus e per un momento riaffermare il loro legame. Proprio quando sembra che la bestia sia stata sconfitta, Sinbad viene trascinato fuori dalla nave. Proteus va a salvare Sinbad, ma viene fermato dal suo equipaggio.
Mentre viene trascinato sott'acqua da Cetus, Sinbad viene salvato da Eris in persona con cui instaura un patto: Eris lo salverà dall'annegamento certo e lo farà diventare ricco in cambio del furto del libro. Il pirata, una volta tratto in salvo da Eris, si dirigerà con la sua ciurma a Siracusa dove il libro è stato portato e dove verranno accolti da Proteo come eroi. Sinbad, decide all'ultimo momento di non rubare il libro non appena il suo vecchio amico gli presenta la sua promessa sposa Marina, ambasciatrice della Tracia. Sinbad sembra inoltre prendere questa decisione per mantenere le distanze dalla donna, per misteriose ragioni. Il libro sarà poi rubato dalla stessa dea Eris che, prese le sembianze di Sinbad, lo incastrerà per il furto. 
La scomparsa del libro intanto causa disordine fra i popoli. Sinbad viene condannato a morte, ma Proteo, sostenendo l'innocenza di Sinbad, manda invece il pirata a recuperare il Libro, ponendosi come ostaggio. La Delegazione delle Dodici Città acconsente: Sinbad avrà dieci giorni di tempo per riportare il libro, in caso contrario Proteo sarà decapitato al suo posto. 
Sinbad scopre che Marina è salita sulla sua nave per accertarsi che il pirata compia il suo dovere. Sinbad cerca ancora una volta di allontanare la ragazza, che riesce però a convincerlo a dirigersi verso Tartaro, il regno della dea del caos.
Per impedire loro di riuscirci, Eris invia un gruppo di mitiche sirene, che seducono gli uomini a bordo della nave di Sinbad con le loro voci ipnotiche, ma non influenzano Marina, che con l'aiuto del cane Scheggia manovra la nave salvando e conquistando il favore dell'equipaggio. Tuttavia, lei e Sinbad continuano a litigare tra loro. 
Intanto a Siracusa, re Dymas cerca di convincere Proteo a scappare, il quale però rifiuta, avendo completa fiducia in Sinbad.
L'equipaggio si ferma su un'isola vicina per riparare la nave (rimasta lievemente danneggiata durante la fuga dalle sirene), dove Sinbad e Marina continuano i loro litigi. Presto scoprono che l'isola è in realtà un pesce isola gigante, da cui riescono a fuggire. Marina, dopo innumerevoli litigi, inizia a conoscere meglio Sinbad e a innamorarsi di lui. Eris si rende presto conto di questo legame nascente e invia un roc, un uccello gigante che trasforma il mare in un'enorme distesa di ghiaccio e neve. Il Roc cattura Marina, ma viene salvata da Sinbad e sconfiggono con successo la creatura, provocando una riconciliazione tra i due.
Dopo questi incidenti, Sinbad e Marina parlano in un breve momento di pace: Marina rivela di aver sempre sognato una vita sul mare, ma ha dovuto rinunciarci per via dei suoi doveri di ambasciatrice. Sinbad invece rivela che lui e Proteo avevano condiviso tante avventure da ragazzi, diventando grandi amici e permettendo a Sinbad di conoscere Dymas e gli ambienti regali e politici di palazzo. Non si dimostrò mai geloso, per sua ammissione, delle ricchezze dell'amico, finché un giorno da una nave appena arrivata a Siracusa vide scendere la stessa Marina, da allora promessa sposa di Proteo. Geloso dell'amico e innamoratosi della ragazza a prima vista, decise di partire con la prima nave senza più guardarsi alle spalle diventando poi pirata.
Poco dopo la confessione, Sinbad e la ciurma raggiungono Tartaro ai confini del mondo, e lui vi entra insieme a Marina lasciando indietro la ciurma per salvarli. Qui, in un paesaggio desolato, desertico e decadente incontra Eris, e si rende conto del vero obiettivo della dea: il suo scopo non è mai stato impossessarsi del libro, ma far si che Sinbad venisse accusato del furto sapendo che Proteo avrebbe preso il suo posto, in modo che morisse al posto di Sinbad, così da lasciare Siracusa senza un erede, e quindi facendola cadere nel caos.
Attraverso Marina, Eris propone di ridargli il libro solo se Sinbad risponderà con sincerità a una sua domanda, non prima che egli faccia giurare alla dea di mantenere l'accordo: se lui non riuscisse a ritornare con il libro, terrà fede alla sua promessa e ritornerà per morire al posto del suo amico o scapperà con Marina. Sinbad afferma che ritornerà, ma Eris lo accusa di mentire e lo rispedisce insieme a Marina indietro sulla Terra, senza il libro. Sinbad ammette con sconforto che Eris ha ragione sul suo conto e non sarebbe capace di salvare il suo amico a proprio discapito, ma Marina non è d'accordo e ricorda a Sinbad il coraggio e la sua bontà d'animo. Queste parole stupiscono molto Sinbad, che con uno scambio di parti con lei, che ora desidera non vederlo morire e dichiara di amarlo, capisce che non potrebbe vivere con la colpa di aver abbandonato Proteo al suo destino. 
A Siracusa il tempo concesso a Sinbad è scaduto. Proteo si prepara a essere decapitato, ma all'ultimo minuto appare Sinbad e prende il suo posto preparandosi all'esecuzione, dimostrando nel frattempo a tutti coloro che dubitavano di lui la sua vera natura. Improvvisamente la sciabola del boia, colpendolo, si frantuma per opera di Eris, che appare sul posto. Eris è furiosa con Sinbad e lo accusa senza controllo. Affermando di non capire, e venendo accusato nuovamente dalla dea di essere egoista, senza principi e bugiardo. Sinbad capisce che Eris è infuriata in quanto lui ha mantenuto fede alla sua risposta nel Tartaro, costringendo quindi la dea a mantenere la sua. Non potendosi quindi opporre, Eris ridà così il Libro della Pace a Sinbad, che la stuzzica un'ultima volta sostenendo che la sconfitta la imbarazzi, ottenendo comunque una risposta di monito prima che la dea se ne vada.
Essendosi salvato, Sinbad riapre il libro riportando luce e pace a Siracusa e alle dodici città della delegazione, restituendolo quindi a Dymas, il quale si scusa per aver dubitato di lui. Proteo, Sinbad e tutto il mondo sono salvi, ma ora il pirata, terminato il suo compito, decide di ripartire come fece anni prima, lasciando Marina a Siracusa. A sua insaputa, Proteo vede che Marina si è profondamente innamorata di Sinbad e della vita sul mare, e la libera dal loro fidanzamento, mandandola a unirsi alla nave di Sinbad. Marina sorprende Sinbad rivelando la sua presenza sulla nave proprio mentre inizia a salpare, e i due si scambiano un bacio. Ora insieme, loro e l'equipaggio intraprendono un altro lungo viaggio mentre la nave salpa verso il tramonto.

## Personaggi
- Sinbad (dopp. da Brad Pitt; in ed. italiana da Pino Insegno): è il protagonista del film. È un pirata scaltro, affascinante, coraggioso, arrogante, competitivo, egoista e bugiardo. Tuttavia, durante lo svolgimento del film, dimostra di essere un uomo generoso, altruista e nobile, pronto a tutto per salvare le persone a lui care. Si dimostra molto distaccato da Marina, con cui all'inizio non andrà d'accordo per strane ragioni, finendo poi per concretizzare l'amore per la donna venendo ricambiato.
- Marina (dopp. da Catherine Zeta-Jones; in ed. italiana da Claudia Gerini): è l'ambasciatrice della Tracia e promessa sposa di Proteo. È una giovane donna dolce, sensibile e dedita al proprio dovere, ma anche coraggiosa, tosta e testarda. Innamorata del mare, da sempre sogna di viverci. Durante il corso della storia si innamorerà di Sinbad, sebbene all'inizio lo odiasse, e partirà infine con lui.
- Eris (dopp. da Michelle Pfeiffer; in ed. italiana da Roberta Greganti): principale antagonista del film, è la dea greca del caos e della discordia. È malvagia, spietata, astuta, crudele, subdola, temuta, intelligente e terribilmente affascinante. Adora portare caos e sembra abbia una cotta per Sinbad, sebbene apprezzi solo gli aspetti negativi del suo carattere. Lo sfrutterà per raggiungere il suo scopo, fallendo negli intenti e venendo battuta in astuzia dal pirata. Malgrado la sua perfidia, Eris sembra dotata di un suo personale codice d'onore, dato che la Dea non infrange mai la parola data.
- Proteo (dopp. da Joseph Fiennes; in ed. italiana da Riccardo Rossi): è l'erede al trono di Siracusa. Un principe nobile, generoso, altruista, coraggioso e leale. Migliore amico di Sinbad fin da ragazzo, sarà l'unico a credere nella sua bontà e per questo sceglierà di sostituirsi a lui, rischiando la morte al posto suo. Apparentemente innamorato di Marina, alla fine la lascerà andare, perché capirà l'amore della donna per Sinbad.
- Scheggia: è il fedele, ma bavoso cane di Sinbad.
- Dritto, nel originale Kale (dopp. da Dennis Haysbert; in ed. italiana da Alessandro Rossi): è un membro forzuto e molto responsabile dell'equipaggio della chimera e amico stretto di Sinbad, riusciendo spesso ad aiutarlo a riflettere su alcune scelte.
- Lercio, nel originale "Rat" (dopp. da Adriano Giannini; in ed. ita da Francesco Vairano): è un membro comico e strampalato della ciurma di Sinbad. Nella versione originale ha un accento italiano, tramutato in un accento meridionale nel doppiaggio italiano.
- Jin e Li: sono due giovani gemelli cinesi, membri della ciurma di Sinbad, che amano fare spesso scommesse tra di loro e ogni volta è Jin a vincere.
- Luca: è il membro più anziano della ciurma di Sinbad.
- Jed: è l'armiere della ciurma di Sinbad, dotato di un vasto arsenale personale.
- I mostri di Eris: antagonisti secondari del film, sono delle creature gigantesche fatte di costellazioni. Cetus, uno di questi mostri, diventa un essere di carne e ossa mentre viene inviato sulla terra da Eris per portare scompiglio ai velieri di Sinbad e Proteo durante la loro battaglia per mare. Gli altri mostri cercheranno di attaccare Sinbad e Marina una volta che questi ultimi sono giunti a Tartaro, ma verranno dissuasi dalla stessa Eris.

## Colonna sonora
La colonna sonora è stata composta da Harry Gregson-Williams e pubblicata su etichetta DreamWorks Records.
Elenco dei brani che compongono la colonna sonora:
1. Let the games begin – 3:01
2. The Book of Peace – 1:37
3. The sea monster – 3:28
4. Sinbad overboard – 3:27
5. Syracuse – 1:16
6. Proteus' proposes – 1:12
7. Eris steals the book – 1:52
8. Lighting lanterns – 1:28
9. The stowaway – 2:34
10. Setting sail – 1:40
11. Sirens – 3:20
12. Chipped paint – 2:52
13. The giant fish – 1:06
14. Surfing – 3:05
15. The Roc – 1:59
16. Heroics – 2:11
17. Rescue! – 2:18
18. Is it the shore or the sea? – 3:25
19. Tartarus – 10:10
20. Marina's love and Proteus'execution – 2:02
21. Sinbad returns and Eris pays up – 7:44
22. Into the sunset – 2:21

## Distribuzione
Il film è uscito nelle sale cinematografiche statunitensi il 2 luglio 2003, mentre in Italia il 19 dicembre dello stesso anno.

### Edizione italiana

#### Doppiaggio
L'edizione italiana del film è stata curata dalla società United International Pictures con la direzione del doppiaggio e l'adattamento dei dialoghi curati da Francesco Vairano. Il doppiaggio italiano e la sonorizzazione della pellicola, invece, vennero eseguiti dalla SEFIT-CDC.

## Accoglienza

### Incassi
Il film fu considerato un fallimento commerciale negli Stati Uniti, dove ebbe i minori incassi tra i film del 2003 proiettati in oltre 3000 cinema. Di fronte ad un budget di quasi 80 milioni di dollari guadagnò circa 26,5 milioni di dollari in 3086 sale negli Stati Uniti, divenuti 60 milioni nel resto del mondo. È stato il peggior flop economico della DreamWorks Animation.

### Critica
Il sito di recensioni Rotten Tomatoes riporta un punteggio di approvazione del 46% basato su 128 recensioni, con il consenso dei critici che recita soltanto: "Competente, ma non magico"; mentre il sito Metacritic ha assegnato al film un punteggio del 48/100 basato su 33 recensioni, che indica "recensioni contrastanti o medie".
Gli scarsi riscontri del film indussero Jeffrey Katzenberg a proclamare che l'animazione tradizionale era ormai morta, e che il pubblico americano era più interessato all'animazione in CGI, generando molte critiche.
Il film fu criticato per avere rimosso la storia dal suo originale contesto arabo trasportandola in uno greco. Sinbad, infatti, è uno dei protagonisti delle novelle de Le mille e una notte, mentre la trama è ispirata alla leggenda greca di Damone e Finzia.

## Riconoscimenti
- 2004 - Saturn Award
  - Candidatura come miglior film di animazione
- 2004 - Annie Award
  - Candidatura per il miglior character design in un film d'animazione a Carter Goodrich
  - Candidatura per la miglior colonna sonora in un film d'animazione a Harry Gregson-Williams
  - Candidatura per la miglior scenografia in un film d'animazione a Seth Engstrom
- 2003 - Golden Schmoes Award
  - Candidatura come miglior film d'animazione
- 2004 - Kids' Choice Award
  - Candidatura per il doppiatore preferito in un film d'animazione a Brad Pitt
- 2004 - Golden Reel Award
  - Candidatura per il miglior montaggio sonoro in un film d'animazione (effetti sonori)
- 2004 - Satellite Award
  - Candidatura come miglior film d'animazione o a tecnica mista